# Välinge
Välinge är en småort i Helsingborgs kommun och kyrkby i Välinge socken. Här finns Välinge kyrka som troligen härstammar från 1200-talet. 
Den nuvarande bebyggelsen är till största delen koncentrerad kring Välingevägen och består till största delen av villor och gårdsbebyggelse. Kyrkan ligger i samhällets sydöstra hörn tillsammans med prästgård och klockareboställe. Längre norrut, längs Välingevägen, finns ett antal mindre industrier.

## Historia
Orten Välinge, ibland även kallad Kyrkvälinge har kvar mycket av sin medeltida karaktär där präst- och klockaregården är belägna i kyrkans omedelbara närhet. Det ursprungliga landskapet dominerades förr nästan helt av skog, med består numera av fullåkersbygd med endast mindre inslag av skogsdungar vid slätten i närheten av Vege å.
Bland de förhistoriska lämningar man funnit i området finns ett antal järnåldershögar och några stenåldersboplatser. De äldsta lämningarna har funnits längre norrut, vid kustområdet kring Utvälinge. Ortnamnet är bildat av förledet vædhil, som betecknar ett vadställe, troligen över Hasslarpsån, ett biflöde till Vege å. Efterledet "-inge" är en inbyggarbeteckning och härstammar från järnåldern och folkvandringstiden.